# Torre-Pacheco
Torre-Pacheco – gmina w Hiszpanii, w prowincji Murcja, w Murcji, o powierzchni 189,4 km². W 2011 roku gmina liczyła 33 911 mieszkańców.